# Mohamed Nasheed
Mohamed Nasheed (dhivehi: މުހައްމަދު ނަޝީދު) (nacido 17 de mayo de 1967) conocido popularmente en su país como Anni fue el tercer presidente de la segunda república de las Maldivas, tras jurar el cargo el 11 de noviembre de 2008 ante una sesión especial del Majlis en Dharubaaruge. El 7 de febrero de 2012 fue derrocado por fuerzas policiales tras varias semanas de protestas. Dada la victoria de su partido en las elecciones legislativas de 2019 fue elegido presidente del parlamento maldivo.

## Presidencia
Nasheed llegó al poder tras ganar la mayoría de los votos en las primeras elecciones pluripartidistas que se celebraron en el país el 28 de octubre de 2008, al frente del Partido Democrático de las Maldivas del que es miembro fundador. La oposición al gobierno del expresidente Maumoon Abdul Gayoom valieron a Nasheed secesivas detenciones y encarcelamientos durante sus años como representante por Malé.
Dentro de sus acciones gubernamentales de mayor impacto se encuentra haber explorado la posibilidad de que en efecto su país desaparezca debido al calentamiento climático, expresando la necesidad de prever un desplazamiento masivo de maldivos. Otra medida de relieve ha sido su iniciativa de elimnar a escala nacional prácticamente todas las emisiones de gases de efecto invernadero para 2020.

## Golpe de Estado
El 7 de febrero de 2012, el presidente Nasheed anunció su dimisión en un mensaje televisado, después de que miembros de la policía perpetraron un golpe de Estado.
Nasheed hizo el anuncio poco después de que un portavoz presidencial reconociera que los insurrectos habían tomado la sede de la televisión pública en la capital del país, Malé.
El vicepresidente Mohammed Waheed Hassan lo sustituyó, jurando el cargo apenas unas horas después de la renuncia de su predecesor.
“Me pusieron un arma en la cabeza, me forzaron”, exclamó Nashid sobre lo ocurrido antes de que anunciase su dimisión al país.

## Orden de arresto
Un tribunal de Maldivas ha emitido una orden de arresto contra el derrocado presidente Mohamed Nashid y su antiguo ministro de Defensa.
| Predecesor: Maumoon Abdul Gayoom | Presidente de Maldivas 2008 – 2012 | Sucesor: Mohammed Waheed Hassan |